# سهره ریز بلوطی
 سهره ریز بلوطی (نام علمی: Lonchura atricapilla) نام یک گونه از سرده سهره‌های ریز است.